# Javier Sánchez
Javier Sánchez Vicario (Pamplona, 1 februari 1968) is een Spaans voormalig professioneel tennisser. Zowel zijn zuster Arantxa Sánchez Vicario als zijn broer Emilio Sánchez waren ook proftennissers.
Bij de junioren won Sánchez in 1986 de US Open in het enkelspel. Hierna begon hij zijn professionele carrière, waarin hij vier ATP-toernooien in het enkelspel en zesentwintig ATP-toernooien in het dubbelspel won.

## Palmares

### Enkelspel
| Nr.                        | Datum             | Toernooi         | Ondergrond | Partner                | Score            | Details |
| -------------------------- | ----------------- | ---------------- | ---------- | ---------------------- | ---------------- | ------- |
| Gewonnen finales enkelspel |                   |                  |            |                        |                  |         |
| 1.                         | 13 november 1988  | ATP Buenos Aires | Gravel     | Guillermo Pérez Roldán | 6-2, 7-6         | Details |
| 2.                         | 18 juni 1989      | ATP Bologna      | Gravel     | Franco Davín           | 6-1, 6-0         | Details |
| 3.                         | 22 mei 1994       | ATP Bologna      | Gravel     | Alberto Berasategui    | 7-6(3), 4-6, 6-3 | Details |
| 4.                         | 20 oktober 1996   | ATP Tel Aviv     | Hardcourt  | Marcos Ondruska        | 6-4, 7-5         | Details |
| Verloren finales enkelspel |                   |                  |            |                        |                  |         |
| 1.                         | 20 september 1987 | ATP Madrid       | Gravel     | Emilio Sánchez         | 3-6, 6-3, 2-6    | Details |
| 2.                         | 11 november 1989  | ATP São Paulo    | Tapijt     | Martín Jaite           | 6-7, 3-6         | Details |
| 3.                         | 19 augustus 1991  | ATP Umag         | Gravel     | Dimitri Poliakov       | 4-6, 4-6         | Details |
| 4.                         | 15 september 1991 | ATP Brasilia     | Tapijt     | Andrés Gómez           | 4-6, 6-3, 3-6    | Details |
| 5.                         | 19 april 1992     | ATP Nice         | Gravel     | Gabriel Markus         | 4-6, 4-6         | Details |
| 6.                         | 8 augustus 1993   | ATP Kitzbühel    | Gravel     | Thomas Muster          | 3-6, 5-7, 4-6    | Details |
| 7.                         | 8 augustus 1993   | ATP Praag        | Gravel     | Bohdan Ulihrach        | 2-6, 2-6         | Details |
| 8.                         | 31 augustus 1998  | ATP Tel Aviv     | Hardcourt  | Ján Krošlák            | 3-6, 4-6         | Details |

### Dubbelspel
| Nr.                           | Datum             | Toernooi         | Ondergrond    | Partner          | Tegenstanders in finale            | Score         | Details |
| ----------------------------- | ----------------- | ---------------- | ------------- | ---------------- | ---------------------------------- | ------------- | ------- |
| Gewonnen finales heren dubbel |                   |                  |               |                  |                                    |               |         |
| 1.                            | 21 september 1987 | ATP Madrid       | Gravel        | Carlos Di Laura  | Sergio Casal Emilio Sánchez        | 6–3, 3–6, 6–4 | Details |
| 2.                            | 16 november 1987  | ATP São Paulo    | Hardcourt     | Gilad Bloom      | Tomás Carbonell Sergio Casal       | 6–3, 6–7, 6–4 | Details |
| 3.                            | 13 juni 1988      | ATP Bologna      | Gravel        | Emilio Sánchez   | Rolf Hertzog Marc Walder           | 6–1, 7–6      | Details |
| 4.                            | 14 november 1988  | ATP Buenos Aires | Gravel        | Carlos Costa     | Eduardo Bengoechea José Luis Clerc | 6–3, 3–6, 6–3 | Details |
| 5.                            | 8 mei 1989        | ATP München      | Gravel        | Balázs Taróczy   | Peter Doohan Laurie Warder         | 7–6, 6–7, 7–6 | Details |
| 6.                            | 15 mei 1989       | ATP Hamburg      | Gravel        | Emilio Sánchez   | Boris Becker Eric Jelen            | 6–4, 6–1      | Details |
| 7.                            | 19 juni 1989      | ATP Bologna      | Gravel        | Sergio Casal     | Tomas Nydahl Jorgen Windahl        | 6–2, 6–3      | Details |
| 8.                            | 7 augustus 1989   | ATP Kitzbühel    | Gravel        | Emilio Sánchez   | Petr Korda Tomáš Šmíd              | 7–5, 7–6      | Details |
| 9.                            | 16 april 1990     | ATP Barcelona    | Gravel        | Andrés Gómez     | Sergio Casal Emilio Sánchez        | 7–6, 7–5      | Details |
| 10.                           | 6 augustus 1990   | ATP Kitzbühel    | Gravel        | Éric Winogradsky | Francisco Clavet Horst Skoff       | 7–6, 6–2      | Details |
| 11.                           | 8 oktober 1990    | ATP Athene       | Gravel        | Sergio Casal     | Tom Kempers Richard Krajicek       | 6–4, 6–3      | Details |
| 12.                           | 11 maart 1991     | ATP Indian Wells | Hardcourt     | Jim Courier      | Guy Forget Henri Leconte           | 7–6, 3–6, 6–3 | Details |
| 13.                           | 20 mei 1991       | ATP Umag         | Gravel        | Gilad Bloom      | Richey Reneberg David Wheaton      | 7–6, 2–6, 6–1 | Details |
| 14.                           | 26 augustus 1991  | ATP Schenectady  | Hardcourt     | Todd Woodbridge  | Andrés Gómez Emilio Sánchez        | 3–6, 7–6, 7–6 | Details |
| 15.                           | 13 april 1992     | ATP Barcelona    | Gravel        | Andrés Gómez     | Ivan Lendl Karel Nováček           | 6–4, 6–4      | Details |
| 16.                           | 18 april 1994     | ATP Nice         | Gravel        | Mark Woodforde   | Hendrik Jan Davids Piet Norval     | 7–5, 6–3      | Details |
| 17.                           | 10 oktober 1994   | ATP Athene       | Gravel        | Luis Lobo        | Cristian Brandi Federico Mordegan  | 5–7, 6–1, 6–4 | Details |
| 18.                           | 17 juli 1995      | ATP Gstaad       | Gravel        | Luis Lobo        | Arnaud Boetsch Marc Rosset         | 6–7, 7–6, 7–6 | Details |
| 19.                           | 28 augustus 1995  | ATP Umag         | Gravel        | Luis Lobo        | David Ekerot László Markovits      | 6–4, 6–0      | Details |
| 20.                           | 22 april 1996     | ATP Barcelona    | Gravel        | Luis Lobo        | Neil Broad Piet Norval             | 6–1, 6–3      | Details |
| 21.                           | 13 januari 1997   | ATP Sydney       | Hardcourt     | Luis Lobo        | Paul Haarhuis Jan Siemerink        | 6–4, 6–7, 6–3 | Details |
| 22.                           | 10 maart 1997     | ATP Scottsdale   | Gravel        | Luis Lobo        | Jonas Björkman Rick Leach          | 6–3, 6–3      | Details |
| 23.                           | 12 mei 1997       | ATP Hamburg      | Gravel        | Luis Lobo        | Neil Broad Piet Norval             | 6–3, 7–6      | Details |
| 24.                           | 6 oktober 1997    | ATP Boekarest    | Gravel        | Luis Lobo        | Hendrik Jan Davids Daniel Orsanic  | 7–5, 7–5      | Details |
| 25.                           | 31 augustus 1998  | ATP Long Island  | Hardcourt     | Julián Alonso    | Brandon Coupe Dave Randall         | 6–4, 6–4      | Details |
| 26.                           | 2 augustus 1999   | ATP Umag         | Gravel        | Mariano Puerta   | Massimo Bertolini Cristian Brandi  | 3–6, 6–2, 6–3 | Details |
| Verloren finales heren dubbel |                   |                  |               |                  |                                    |               |         |
| 1.                            | 3 augustus 1987   | ATP Båstad       | Gravel        | Emilio Sánchez   | Stefan Edberg Anders Järryd        | 7–6, 6–3      | Details |
| 2.                            | 26 oktober 1987   | ATP Wenen        | Hardcourt (i) | Emilio Sánchez   | Mel Purcell Tim Wilkison           | 6–3, 7–5      | Details |
| 3.                            | 7 november 1988   | ATP São Paulo    | Hardcourt     | Ricardo Acuña    | Jay Berger Horacio de la Peña      | 5–7, 6–4, 6–3 | Details |
| 4.                            | 26 juni 1989      | ATP Bari         | Gravel        | Sergio Casal     | Simone Colombo Claudio Mezzadri    | 0–6, 6–3, 6–3 | Details |
| 5.                            | 30 april 1990     | ATP Monte Carlo  | Gravel        | Andrés Gómez     | Tomáš Šmíd Petr Korda              | 6–4, 7–6      | Details |
| 6.                            | 7 mei 1990        | ATP Madrid       | Gravel        | Andrés Gómez     | Juan Carlos Baguena Omar Camporese | 6–4, 3–6, 6–3 | Details |
| 7.                            | 16 juli 1990      | ATP Gstaad       | Gravel        | Omar Camporese   | Sergio Casal Emilio Sánchez        | 6–3, 3–6, 7–5 | Details |
| 8.                            | 30 september 1991 | ATP Palermo      | Gravel        | Emilio Sánchez   | Jacco Eltingh Tom Kempers          | 3–6, 6–3, 6–3 | Details |
| 9.                            | 25 mei 1992       | ATP Bologna      | Gravel        | Javier Frana     | Luke Jensen Laurie Warder          | 6–2, 6–3      | Details |
| 10.                           | 26 oktober 1992   | ATP Stuttgart    | Gravel        | Marc Rosset      | Glenn Layendecker Byron Talbot     | 4–6, 6–3, 6–4 | Details |
| 11.                           | 15 november 1993  | ATP Antwerpen    | Tapijt (i)    | Wayne Ferreira   | Grant Connell Patrick Galbraith    | 6–3, 7–6      | Details |
| 12.                           | 11 april 1994     | ATP Barcelona    | Gravel        | Jim Courier      | Jevgeni Kafelnikov David Rikl      | 5–7, 6–1, 6–4 | Details |
| 13.                           | 16 mei 1994       | ATP Rome         | Gravel        | Wayne Ferreira   | Jevgeni Kafelnikov David Rikl      | 6–1, 7–5      | Details |
| 14.                           | 16 januari 1995   | ATP Auckland     | Hardcourt     | Luis Lobo        | Grant Connell Patrick Galbraith    | 6–4, 6–3      | Details |
| 15.                           | 6 maart 1995      | ATP Scottsdale   | Hardcourt     | Luis Lobo        | Trevor Kronemann David Macpherson  | 4–6, 6–3, 6–4 | Details |
| 16.                           | 1 mei 1995        | ATP Monte Carlo  | Gravel        | Luis Lobo        | Jacco Eltingh Paul Haarhuis        | 6–3, 6–4      | Details |
| 17.                           | 26 oktober 1995   | ATP München      | Gravel        | Luis Lobo        | Trevor Kronemann David Macpherson  | 6–3, 6–4      | Details |
| 18.                           | 6 mei 1996        | ATP Praag        | Gravel        | Luis Lobo        | Jevgeni Kafelnikov Daniel Vacek    | 6–3, 6–7, 6–3 | Details |

## Prestatietabel
| Legenda | Legenda                          |
| ------- | -------------------------------- |
| g.t.    | geen toernooi gehouden           |
| l.c.    | lagere categorie                 |
| –       | niet deelgenomen                 |
| G       | uitgeschakeld in de groepsfase   |
| 1R      | uitgeschakeld in de eerste ronde |
| 2R      | uitgeschakeld in de tweede ronde |
| 3R      | uitgeschakeld in de derde ronde  |
| 4R      | uitgeschakeld in de vierde ronde |
| KF      | uitgeschakeld in de kwartfinale  |
| HF      | uitgeschakeld in de halve finale |
| F       | de finale verloren               |
| W       | het toernooi gewonnen            |
| w-v     | winst/verlies-balans             |

### Prestatietabel grand slam, enkelspel
| Toernooi        | 1987 | 1988 | 1989 | 1990 | 1991 | 1992 | 1993 | 1994 | 1995 | 1996 | 1997 | 1998 | 1999 |
| --------------- | ---- | ---- | ---- | ---- | ---- | ---- | ---- | ---- | ---- | ---- | ---- | ---- | ---- |
| Australian Open | –    | –    | –    | 1R   | 1R   | 1R   | 1R   | 1R   | 1R   | 1R   | 1R   | 1R   | 3R   |
| Roland Garros   | 2R   | 2R   | 1R   | 4R   | 1R   | 1R   | 2R   | 1R   | 2R   | 1R   | 1R   | 1R   | –    |
| Wimbledon       | 1R   | 1R   | –    | –    | 2R   | 2R   | 1R   | –    | –    | 1R   | 2R   | 1R   | –    |
| US Open         | 1R   | 1R   | 2R   | 1R   | KF   | 3R   | 3R   | 1R   | 1R   | KF   | 2R   | 1R   | –    |

### Prestatietabel grand slam, dubbelspel
| Toernooi        | 1987 | 1988 | 1989 | 1990 | 1991 | 1992 | 1993 | 1994 | 1995 | 1996 | 1997 | 1998 | 1999 |
| --------------- | ---- | ---- | ---- | ---- | ---- | ---- | ---- | ---- | ---- | ---- | ---- | ---- | ---- |
| Australian Open | –    | –    | –    | 2R   | 1R   | 2R   | KF   | 1R   | 1R   | 2R   | 3R   | KF   | 1R   |
| Roland Garros   | 2R   | 1R   | KF   | 1R   | 1R   | 1R   | 2R   | 2R   | 1R   | 3R   | 2R   | 2R   | 3R   |
| Wimbledon       | –    | 1R   | –    | –    | 1R   | –    | –    | –    | –    | 1R   | –    | –    | 1R   |
| US Open         | 1R   | 2R   | 3R   | 2R   | 1R   | 1R   | KF   | 1R   | 1R   | KF   | 2R   | KF   | 1R   |